# Mozilla Organization
De Mozilla Organization (mozilla.org) was een informele groep die gevormd en gefinancierd werd door Netscape Communications Corporation om de ontwikkeling te coördineren van de opensourcewebbrowser Mozilla. De organisatie werd opgericht op 23 februari 1998 als een deel van Netscape, maar werkte in theorie onafhankelijk.
Toen AOL (dat ondertussen Netscapes moederonderneming was) Netscape op 15 juli 2003 ontbond, werd een formeel geregistreerde non-profitorganisatie opgericht, de Mozilla Foundation. Daarmee wilde men verzekeren dat het Mozilla-project kon verdergaan zonder de steun van Netscape. De Foundation verving effectief mozilla.org, hoewel mozilla.org altijd een informele groep was, en als zodanig nooit officieel opgeheven werd. Tegenwoordig worden de termen Mozilla Organization en mozilla.org gebruikt als synoniemen voor de Mozilla Foundation.